# دینا کوچئا
دینا کوچئا (رومانیایی: Dina Cocea؛ ۲۷ نوامبر ۱۹۱۲ – ۲۸ اکتبر ۲۰۰۸) بازیگر اهل رومانی بود.
از فیلم‌هایی که وی در آن‌ها نقش داشته‌است، می‌توان به استفن کبیر - واسلویی ۱۴۷۵ اشاره نمود.